# Campionati europei di dressage 1971
I Campionati europei di dressage 1971 si sono svolti a Wolfsburg in Germania Ovest.

## Podi
| Evento           | Oro                 | Argento          | Bronzo       |
| Gara individuale | Liselott Linsenhoff | Josef Neckermann | Ivan Kisimov |
| Gara a squadre   | Germania Ovest      | Unione Sovietica | Svezia       |

## Medagliere
| Posiz. | Nazione          | Oro | Argento | Bronzo | Totale |
| ------ | ---------------- | --- | ------- | ------ | ------ |
| 1      | Germania Ovest   | 2   | 1       | 0      | 3      |
| 2      | Unione Sovietica | 0   | 1       | 1      | 2      |
| 3      | Svezia           | 0   | 0       | 1      | 1      |
| Totale | Totale           | 2   | 2       | 2      | 6      |